# Paseky nad Jizerou
Paseky nad Jizerou là một làng thuộc huyện Semily, vùng Liberecký, Cộng hòa Séc.